# Temporada 1958-1959 del Liceu
A la temporada 1958-1959 hi va haver l'única aparició de Maria Callas al Liceu; va ser en un recital el 5 de maig del 1959. El 6 de desembre va debutar al Liceu Alfredo Kraus amb Rigoletto.
Així que va esclatar la notícia que la nit de l'estrena de Maria Callas al Liceu, que en principi havia de ser memorable, havia estat acordada per al 5 de maig, es va perfilar una expectació que va avivar l'agrisada vida ciutadana. I es va entaular la batalla de les localitats, tot i que els preus s'havien encimbellat, les entrades es van esgotar en un sospir. Els revenedors, oficials o no, van fer el seu agost. Ni les àries de Don Carlo o Mefistofele, ni la cavatina d'El barber de Sevilla van estar a l'altura; la seva visi d'arte de Tosca va provocar algun crit de "visca Tebaldi!". El saldo fins a la mitja part estava inundat per la decepció. Després va cantar l'adotzenat vals de Musetta de La bohème. Però al desgranar unes pàgines d'Il pirata es va imposar amb autoritat i es va posar per fi al públic a la butxaca. L'escenari es va omplir de flors que plovien de tot arreu.
| Temporada 1958-1959 del Liceu |                         |                        |                    | |           |                        |
| Òpera                         | Compositor              | Director musical       | Director d'escena  | Papers principals | Producció | Dates                  |
| La bohème                     | Giacomo Puccini         | Armando La Rosa Parodi | Ramon Batlle Gordó | Renata Tebaldi, Gianni Raimondi, Josep Simorra, Giuditta Mazzoleni, Agostino Ferrin, Joan Rico, Alfredo Mariotti, Josep Torruella, Josep Carreras                     |           | 17 de novembre         |
| Aida                          | Giuseppe Verdi          |                        |                    | Anita Cerquetti/Fedora Barbieri, Carlo Bergonzi, Anselmo Colzani, Giuseppe Modesti                                                                                    |           | 27 de novembre         |
| Tristan und Isolde            | Richard Wagner          | Georges Sébastian      | Hans Zimmermann    | Wolfgang Windgassen, Ludwig Weber, Gertrude Grob-Prandl, Gustav Neidlinger, Joan Rico, Georgine von Milinković, Bartomeu Bardagí                                      |           |                        |
| Turandot                      | Giacomo Puccini         | Armando La Rosa Parodi | Domenico Messina   | Gertrude Grob-Prandl, Dídac Monjo, José Le Matt, Umberto Borsò, Floriana Cavalli, Manuel Ausensi, Esteve Recasens, Bartomeu Bardagí, Joan Rico                        |           | 2, 4, 8 desembre       |
| Rigoletto                     | Giuseppe Verdi          | Nino Verchi            | Domenico Messina   | Alfredo Kraus, Raimon Torres (6 11) / Orazio Gualtieri (14), Gianna D'Angelo, Ferruccio Mazzoli, Lola Pedretti                                                        |           | 6, 11 i 14 de desembre |
| Il barbiere di Siviglia       | Gioacchino Rossini      | Angelo Questa          | Domenico Messina   | Agostino Lazzari, Carlo Badioli, Victoria de los Ángeles, Rolando Panerai, Marco Stefanoni, Dídac Monjo, Lola Pedretti                                                |           | 13 de desembre         |
| Amunt!                        | Joan Altisent           | Nino Verchi            |                    | Lina Richarte, Lolita Torrentó, Augusto Vicentini, Miguel Aguerri, Josep Carreras                                                                                     |           | 1 de gener             |
| Der fliegende Holländer       | Richard Wagner          | Andrea Paridis         | Elisabeth Woehr    | Ludwig Weber, Liane Synek, Herold Kraus, Kirsten Thrane-Petersen, Bartomeu Bardagí, Raimon Torres                                                                     |           | 6, 10, 13 i 15 gener   |
| Die Walküre                   | Richard Wagner          | Georges Sébastian      |                    | Birgit Nilsson, Wolfgang Windgassen, Weber, Gustav Neidlinger, Regine Crespin                                                                                         |           | gener                  |
| Dialogues des Carmélites      | Francis Poulenc         | Louis Martin           |                    | Regine Crespin |           | febrer                 |
| Lucia di Lammermoor           | Gaetano Donizetti       | Nino Verchi            |                    | Gianna D'Angelo, Alfredo Kraus, Manuel Ausensi, Marco Stefanoni |           |                        |
| Norma                         | Vincenzo Bellini        | Angelo Questa          |                    | Giuseppe Vertecchi, Giuseppe Modesti, Anita Cerquetti, Fedora Barbieri, Alda Ricci, Josep Farré                                                                       |           |                        |
| Assassinio nella cattedrale   | Ildebrando Pizzetti     |                        |                    | Nicola Rossi-Lemeni |           |                        |
| Les noces de Fígaro           | Wolfgang Amadeus Mozart | Andreas Paridis        | Elisabeth Woehr    | Agustín Morales, Enriqueta Tarrés, Francesca Callao, Manuel Ausensi, Gloria Aizpuru, Pilar Torres, Guillermo Arróniz, Fausto Granero, Dídac Monjo, Maria Teresa Casab |           |                        |